# Wojciech Szymański (aktor)
Wojciech Szymański (ur. 1951) – polski aktor, reżyser dubbingu oraz dialogista. Rzadko występuje przed kamerą. W 1973 roku ukończył warszawską PWST.

## Nagrody
- 2006 – Laureat Nagrody Prezydenta Miasta Gdańska w Dziedzinie Kultury[1]

## Filmografia
- 2011: Listy do M.
- 2007: Ekipa – prezes Narodowego Banku Polskiego
- 2006: Pensjonat pod Różą –
  - chirurg plastyczny (odc. 56-57),
  - lekarz (odc. 111)
- 1984: Przyspieszenie – tajniak
- 1981: Spokojne lata – Hipolit
- 1980: Powstanie Listopadowe. 1830–1831
- 1980: Dom
- 1977: Polskie drogi – Zbyszek, żołnierz AK, uczestnik planowanej akcji na dworcu krakowskim, szkolny kolega Władka
- 1975: Moja wojna, moja miłość
- 1971: Pierwsza miłość – Włodzimierz
- 1971: Nie lubię poniedziałku – Długowłosy

## Polski dubbing
- 2011: Pan Popper i jego pingwiny
- 2009: Podniebny pościg
- 2007–2008: Magi-Nation – Dziadek Tony’ego
- 2006: H2O – wystarczy kropla – Don Sertori (odc. 40-52)
- 2006: Tom i Jerry: Piraci i kudłaci
- 2005–2006: Maggie Brzęczymucha – Ojciec Maggie
- 2005: Batman kontra Drakula
- 2005: King Kong: Władca Atlantydy
- 2005: B-Daman – Watt
- 2004–2006: Liga Sprawiedliwych bez granic – Oberon (odc. 15)
- 2004: Legenda telewizji
- 2003–2008: 6 w pracy
- 2003–2006: Szczenięce lata Clifforda –
  - Pan Mysiarski,
  - Sprzedawca biletów (odc. 19a)
- 2002–2007: Naruto –
  - Aoba Yamashiro (odc. 98),
  - Fukusuke Hikyakuya
- 2002: Mistrzowie kaijudo
- 1999–2001: Batman przyszłości
- 1998–1999: Tajne akta Psiej Agencji –
  - Nessi (odc. 4a),
  - Jeden z czarowników (odc. 4b),
  - Strażnik (odc. 5a),
  - Pies – samobójca (odc. 9b)
- 1998–1999: Szalony Jack, pirat –
  - Stradli Smiths (odc. 2),
  - Lekarz (odc. 4a)
- 1998: Srebrny Surfer
- 1998: Świąteczny bunt
- 1997: Księżniczka Sissi
- 1996–1997: Incredible Hulk
- 1996: Ucieczka
- 1995–1997: Freakazoid!
- 1994–1994: Świat według Ludwiczka –
  - Pan Lambert – nauczyciel (większość odcinków),
  - Burmistrz (odc. 25),
  - Franklin („Melvin #3”) (odc. 29),
  - Trener Packersów – Vence (odc. 30),
  - Policjant (odc. 33),
  - Dentysta (odc. 35),
  - Sędzia (odc. 36),
  - Lekarz (odc. 38),
  - Sędzia sportowy (odc. 38)
- 1994–1996: Iron Man: Obrońca dobra – HOMER
- 1993: Yabba Dabba Do!
- 1992–1998: Batman
- 1991: Powrót króla rock and „rulla”
- 1988: Animalki
- 1984–1987: Łebski Harry
- 1983–1985: Malusińscy
- 1977: Gęsiarek Maciek – gęsiarek Maciek / Italiańczyk / dr Dunst
- 1976: Ja, Klaudiusz – Kurier
- 1975: Pszczółka Maja
- 1969–1970: Scooby Doo, gdzie jesteś?
- 1960–1966: Flintstonowie

## Dialogi polskie
- 2011: Wielkie, złe święta
- 2011: Miasto kur
- 2011: G.I. Joe: Renegaci
- 2011: Nowe Psoty Dudusia
- 2009: Małe królestwo Bena i Holly
- 2006–2008: Kappa Mikey
- 2006–2008: Team Galaxy – kosmiczne przygody galaktycznej drużyny (odc. 8-9, 11-15, 24-25)
- 2006: Storm Hawks (odc. 10-13)
- 2006: Yin Yang Yo! (odc. 4-7, 11-16, 19, 21-26, 38)
- 2006: Power Rangers: Mistyczna moc (odc. 3, 9-10, 24-26)
- 2006: Monster Warriors (odc. 14-15, 20, 23-24)
- 2006: Kapitan Flamingo (odc. 14-16, 20-21, 24-25)
- 2006: Ōban Star Racers (odc. 17-19, 25)
- 2005: Kosmiczni ścigacze
- 2005: Power Rangers S.P.D. (odc. 6-8, 12-14, 16, 18-19, 28-31, 34-36)
- 2003–2007: Tutenstein (odc. 30-33, 35, 38-39)
- 2003–2008: 6 w pracy
- 2003: Wojownicze Żółwie Ninja (odc. 53-54, 56-59)
- 2002–2007: Naruto (odc. 21-25)
- 2002: Mistrzowie kaijudo (odc. 38-43)
- 2001–2007: Ach, ten Andy! (odc. 73-74)
- 1999–2004: Rocket Power
- 1998–2006: Will & Grace
- 1998–1999: Szalony Jack, pirat
- 1998: Srebrny Surfer
- 1997: Księżniczka Sissi (odc. 33, 37-38, 42-43, 47-51)
- 1996–1997: Przygody Olivera Twista (odc. 8)
- 1992–1999: Niegrzeczni faceci
- 1989–1992: Karmelowy obóz (odc. 35-36)
- 1985: 13 demonów Scooby Doo (odc. 1-3, 5, 7, 9, 12-13)
- 1976–1978: Scooby Doo
- 1971: Pomocy! To banda Kudłacza
- 1969–1970: Scooby Doo, gdzie jesteś?
- 1960–1966: Flintstonowie (odc. 32, 36, 47)

## Reżyseria dubbingu
- 2011: O rety! Psoty Dudusia Wesołka
- 2010: Viva High School Musical Meksyk: Pojedynek
- 2010: High School Musical: El Desafio
- 2009: Tajmiaki
- 2009: Podniebny pościg
- 2008: Betsy Balonówna. Podróż przez Yummi-Land
- 2007–2008: Magi-Nation
- 2007: Kacper: Szkoła postrachu
- 2006: H2O – wystarczy kropla (odc. 40-46)
- 2005: Kosmiczni ścigacze
- 2002–2007: Naruto (odc. 87-104)
- 1998: Mistrzowie golfa
- 1997: Rozgadana farma